# 決戦・日本シリーズ
『決戦・日本シリーズ』（けっせん・にっぽん<にほん>シリーズ）は、1974年に発表されたかんべむさしの短編小説。早川書房のハヤカワ・SFコンテストに応募、選外佳作を受賞して『SFマガジン』に掲載された。

## 作品概要
兵庫県西宮市に本拠地を置く二つの球団、パ・リーグ所属の阪急ブレーブス（現：オリックス・バファローズ。当時の本拠地は阪急西宮球場）とセ・リーグ所属の阪神タイガース（本拠地：阪神甲子園球場）が日本シリーズで戦うことになったら……という、日本のプロ野球球団の戦いを想定して描いた短編である。
阪急電鉄と阪神電気鉄道という、大正期以来阪神間にて輸送を競い、それぞれ独自の文化を築いていた両社の沿線の様子の違いを、指し示した作品でもある。物語の終盤では、ブレーブスが勝った場合とタイガースが勝った場合のそれぞれが、上下二段に並行して記述される。奇抜な発想に濃厚な関西弁、個性豊かな登場人物、上方落語の影響を受けた語り口など魅力ある一編となっている。
また、阪急ブレーブスや阪急西宮球場、今津駅の連絡線や、阪急西宮北口駅での神戸本線・今津線による平面交叉などが過去のものとなり、さらに阪急が阪神と経営統合して阪急阪神ホールディングスという同一企業の傘下となった21世紀では、読む者にある種の郷愁感を覚えさせる作品ともなっている。

## あらすじ

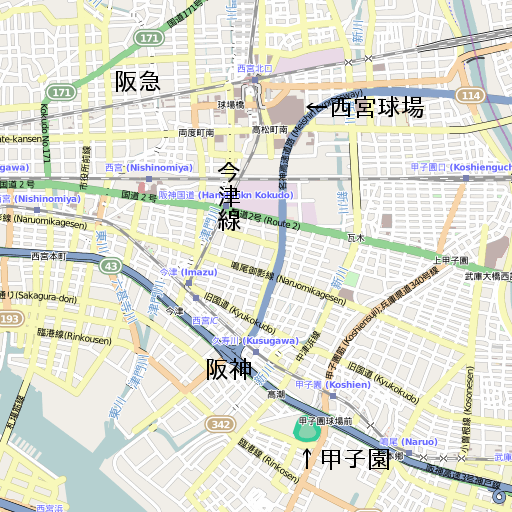
阪急西宮球場と阪神甲子園球場及び阪急今津線の位置関係図。因みに、阪急西宮球場は現在は阪急西宮ガーデンズになっている。

関西を本拠とするスポーツ新聞「スポーツイッポン」（スポーツニッポンのパロディ）が、発足25周年を記念してイベントを企画した。折しも阪急・阪神の両社が保有する野球球団「阪急ブレーブス」と「阪神タイガース」が開幕以来独走態勢に入っていたことから、作中の語り部である同紙記者が提案して採用されたのは、「日本シリーズで両球団が戦い、敗北した方の会社の路線を勝利した会社の電車が凱旋走行する」というものであった。この対決はそれぞれのホームグラウンドの阪急西宮球場と阪神甲子園球場をつなぐ位置にある路線である今津線にちなんで、「今津線シリーズ」と呼ばれるようになった。
対決は、セ・パの両チームにとどまらず、ファン、応援団をはじめ、芸能人からマスコミ、企業、文化人、官公庁、さらには阪神間の各都市、すなわち大阪市・尼崎市・西宮市・芦屋市・神戸市の住民・商店街、内外の外国人までをも巻き込み、それらが贔屓のチームにより二分されての大騒動となってゆく。ペナントレースは順調に両チームが優勝し、日本シリーズとなるが、その日本シリーズは第7戦までもつれ込んで引き分けとなり、最終決戦となる第8戦の大詰め、逃げ切るか逆転サヨナラかの瀬戸際に、タイガースの熱球的ファンである作家のドクトルロカンボこと喜多北杜夫が現れ、怪しげな呪文を唱え出す。そして彼が引っ込み、静寂の中で投手が最後の一球を投げ……。
日本一決定後は、阪神が勝った場合と阪急が勝った場合のそれぞれについて凱旋走行を描くという体裁で、上下2段構えで平行して記述される構成となっている。

## 現実との対応

### 鉄道
阪神と阪急は、神戸高速鉄道に神戸市・神戸電鉄・山陽電気鉄道（神鉄は阪神阪急HD、山陽は阪神電鉄が出資しているが、いずれも阪神阪急HD直下の傘下ではない）と共同で出資しており、阪神は神戸高速線を介して山陽と直通特急を主とした相互直通運転を、山陽は阪急に片乗り入れを行っているため、阪急と阪神の電車が互いに乗り入れることは物理的に可能ではある。両社が神戸高速鉄道に乗り入れていることは作品中にも言及がある。鉄道事業法の施行後は神戸高速線が両社（と山陽電気鉄道）の免許区間となっている。2010年の事業形態変更後も新開地 - 高速神戸の1駅間は阪神・阪急それぞれの神戸高速線として事業区間が重複しており、同じ線路を両社の車両が走行している（駅務や運行管理といった業務は両社から阪急レールウェイサービスへ委託されている）。

#### 実際の走行例
- 1949年（昭和24年）12月13日には阪急今津線を暴走した阪急の車両が今津駅の連絡線を越えて阪神本線に侵入した阪急今津線暴走事故、通称「殴り込み事件」が発生している[2]。
- 2014年（平成26年）7月13日未明には阪急5100系電車が西宮北口から神戸高速線新開地駅経由で尼崎駅へ回送されている[3][4][5]。能勢電鉄への譲渡のためのワンマン運転用改造を受けるのが目的で、阪急車が阪神電鉄線を合法的に走るのは初めての事例となる[6]。

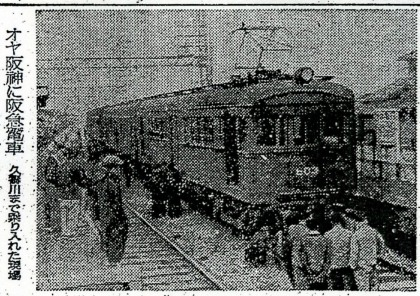
今津線を暴走して阪神電鉄線に入り込んだ阪急の車両（1949年12月）
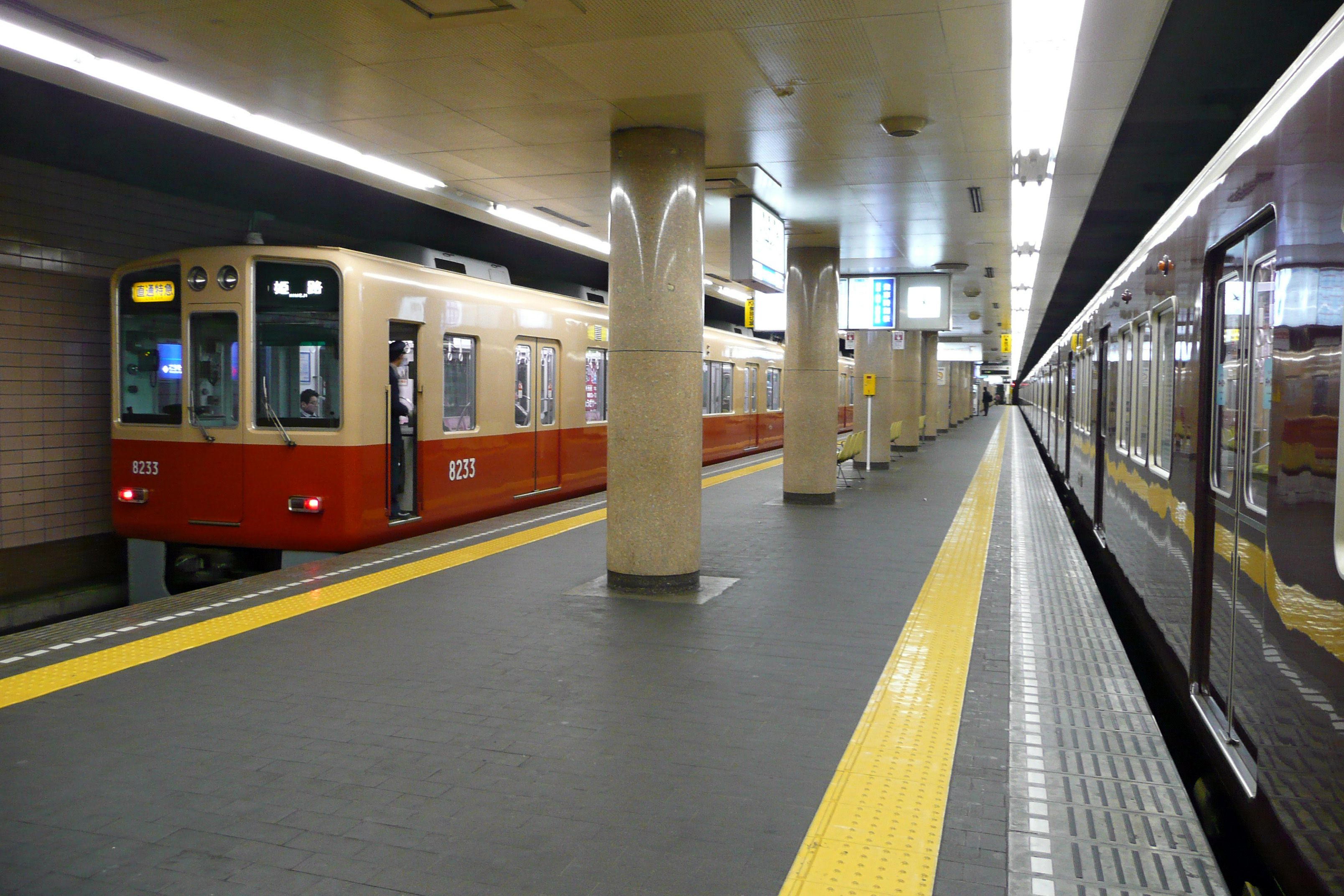
新開地駅に停車する阪神と阪急の車両（2008年2月）
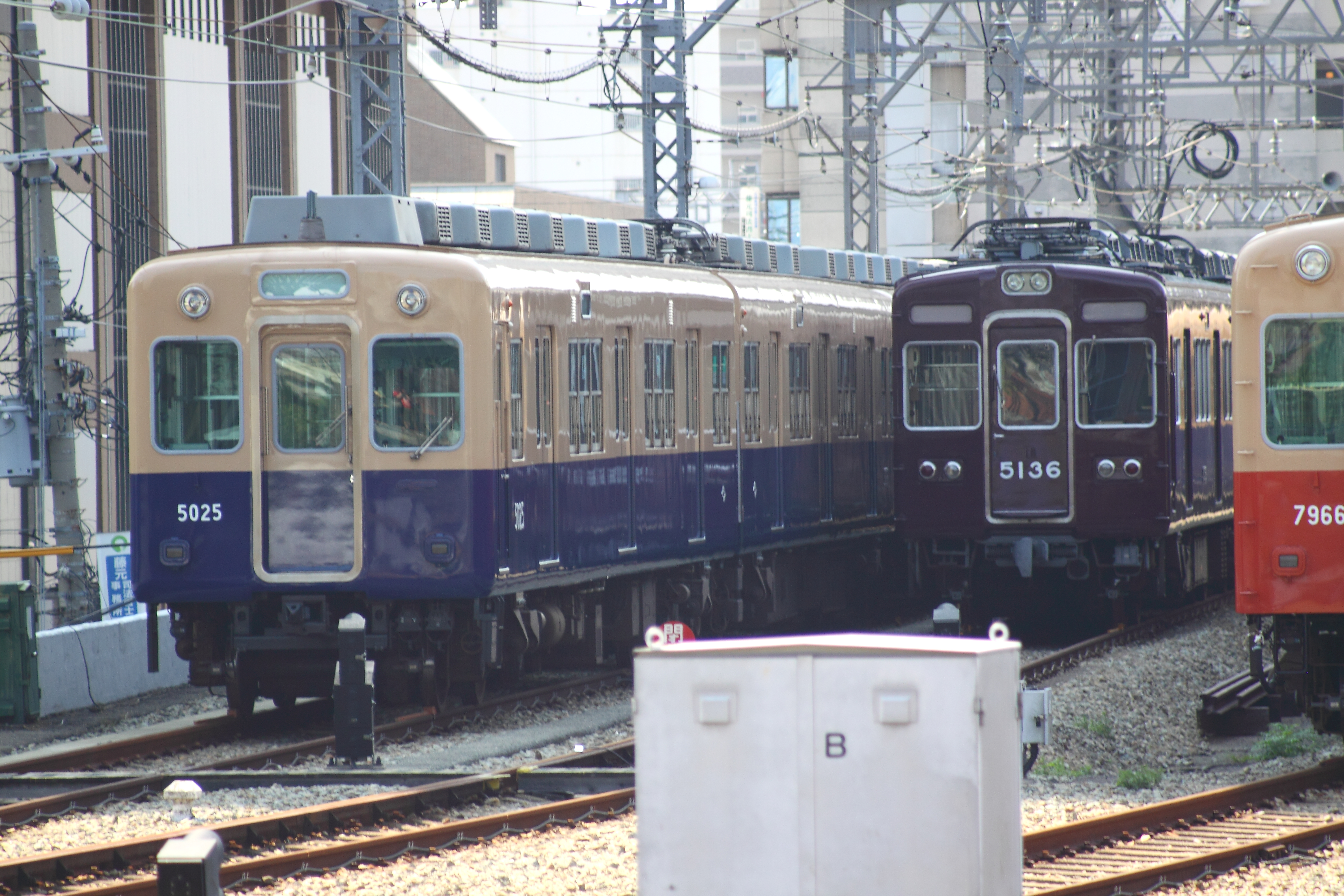
阪神尼崎駅に回送された阪急車両（中央の5136号車）。2014年7月

### プロ野球
作品発表から15年後、阪急ブレーブスは親会社の阪急電鉄（当時）が球団をオリックスに譲渡してオリックス・ブレーブスとなり、「阪急対阪神」の日本シリーズは実現しなかった。その時点では本拠地は阪急時代と同じだったが、1991年には神戸市のグリーンスタジアム神戸に移転（球団名もオリックス・ブルーウェーブに変更）し、両チームの本拠地が西宮市内の至近距離にあるという環境も失われた。
そののち、2005年にオリックス・バファローズ（同年よりオリックス・ブルーウェーブが大阪近鉄バファローズを合併）と阪神タイガースとの公式戦が、セ・パ交流戦として始まり、以降毎年（2020年を除く）行われている（詳細は関西ダービー (日本プロ野球)を参照）。2023年には阪急時代以来初めて日本シリーズでこの対戦が実現した（4勝3敗で阪神が勝利）。
阪神・オリックスの両チームに優勝マジックが点灯した2023年9月、かんべは自身のウェブサイトの「フリーメモ」において、本作品は当時「阪神と阪急の対決という架空の設定を使って、両沿線の雰囲気や住民気質の違いを描いたもの」と説明し、その時代とは沿線の雰囲気も変貌した上に今のプロ野球にも思い入れがない状況で「半世紀も前に書いた作品を題材に、あれこれ聞かれたり言わされたりするのは、もはや苦痛以外の何物でもない」と記して、以前から実際のプロ野球と本作品を関連付けた取材やインタビューを一切断っていることを明らかにしている。

## その他
西宮コミュニティ協会発行のフリーペーパー『宮っ子』の1980年4月号で、「誌上”夢の今津線シリーズ” わがまちのプロ球団 阪神・阪急今年こそ優勝だ！」という特集が組まれた。

## 書誌情報
- 『決戦・日本シリーズ』早川書房（ハヤカワ文庫） 1976年6月15日初版 ISBN 978-4150300791
本作品を表題作とする短編集。「まわる世間に」「背で泣いている」「追い込まれた時代」「決戦・日本シリーズ」を収録。表紙楢喜八、解説筒井康隆。
- 『'74年日本SFベスト集成』筒井康隆編 徳間書店 1975年5月 ISBN 978-4191509405
  - 徳間文庫版 1983年6月 ISBN 978-4195774786